# Armada (företag)
Armada är ett skid- och klädmärke. Företaget grundades 2002. Det har sitt huvudkontor i Costa Mesa i Kalifornien sitt europeiska huvudkontor i Zürich i Schweiz. Bland andra JP Auclair och Tanner Hall använder klädmärket.